# Caputxins Vells
Els Caputxins Vells és un edifici que forma part de l'Inventari del Patrimoni Arquitectònic Català de la ciutat de Solsona (Solsonès).

## Descripció

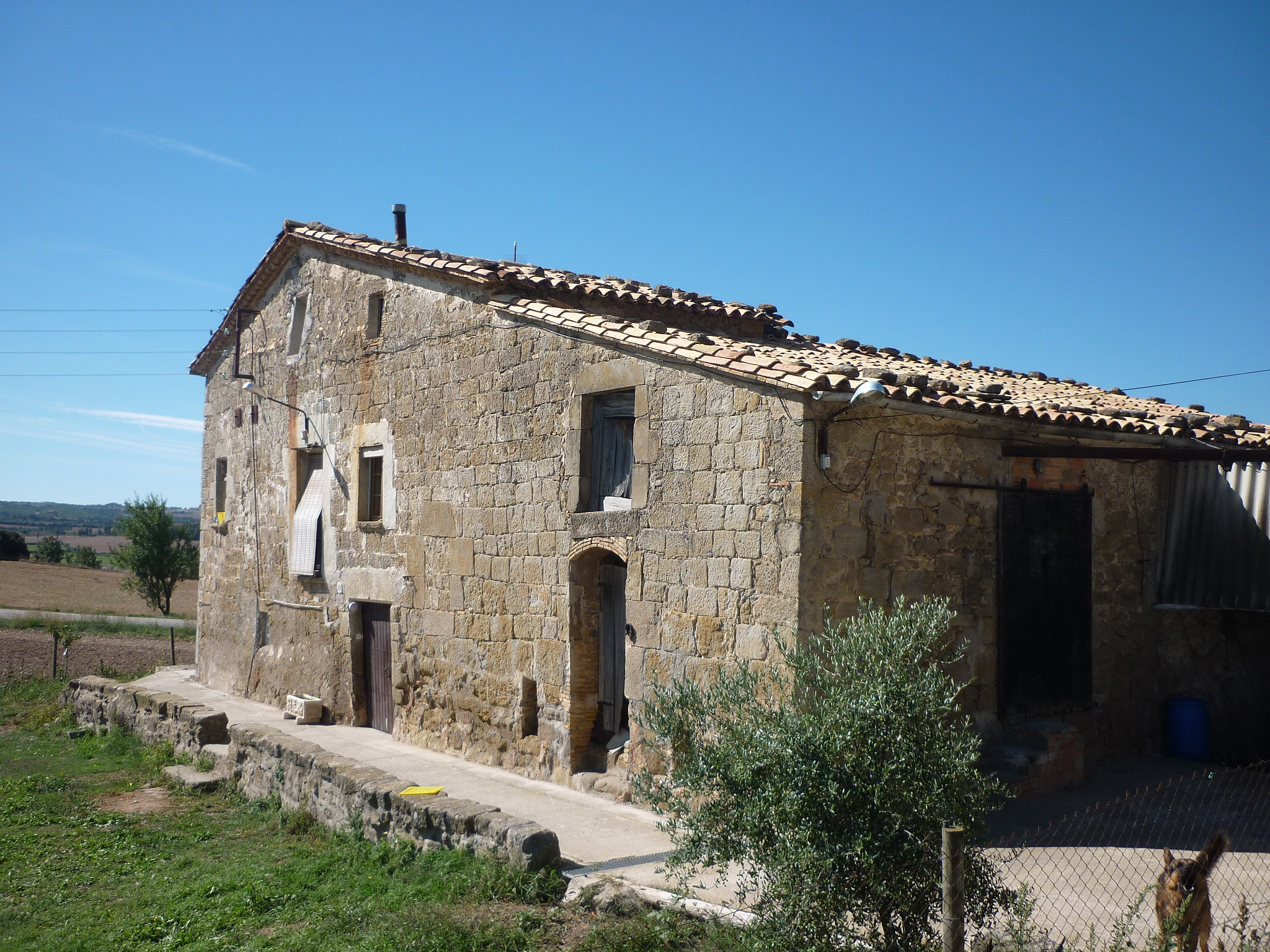
Façana de llevant

Masia orientada est-oest, situada sota el Castellvell, planta rectangular i coberta a dues vessants. Té planta baixa, pis i golfes. Façana amb finestres i petits balcons amb llindes de pedra. Porta rectangular, senzilla, amb llinda de pedra i sense decoracions. A la banda del darrere, mur oest, hi ha una galeria amb pilastres de pedra, al mig de la qual hi ha un pou exterior amb corriola. Sota la galeria, un cobert també en pilastres de pedra. Les pilastres són llises, de quatre cossos i capitell sense decoració. A cada costat de la galeria, petits edificis annexos, adossats a la casa, que serveixen de pallissa i corral. Construcció: parament de pedres irregulars, excepte a les cantonades que són de pedra picada i escairades. Petit treball d'arqueria sota la teulada de la façana principal.

## Notícies històriques
En aquesta casa s'hi establiren els Caputxins l'any 1582. Aquí la petita comunitat que hi vivia hi rebé la visita de Sant Llorenç de Brindisi. L'any 1619, es traslladaren al convent que s'havia edificat més a prop de la ciutat. L'any 1838, al final de la guerra de set anys, foren desallotjats pel baró de Meer. La segueixen anomenant la casa dels "Caputxins Vells". L'any 1878, el vicari general, Dr. Jaume Segarra, cedí el convent i l'església als Claretians.